# 小行星11176
小行星11176（11176 Batth）是一颗绕太阳运转的小行星，为主小行星带小行星。该小行星于1998年3月20日发现。

## 轨道参数
小行星11176的轨道半长轴为3.0080280 UA，离心率为0.071。